# Hađer
Hađer is een plaats in de gemeente Glina in de Kroatische provincie Sisak-Moslavina. De plaats telt 71 inwoners (2001).